# Aleja NSZZ Solidarność w Turku
Aleja NSZZ „Solidarność” (trasa Z5) – jedna z najdłuższych arterii komunikacyjnych Turku. Ciągnie się od ronda na ul. Uniejowskiej aż do ronda na Alei Jana Pawła II, łącząc drogę krajową 72 z drogą wojewódzką 470. Ma długość 2,1 km.
Budowa trasy trwała 27 miesięcy, a odbiór jej ostatniego odcinka nastąpił 12 października 2011 roku. Głównym celem jej powstania było otwarcie inwestorom dostępu do terenów Tureckiej Strefy Inwestycyjnej, a także zmniejszeniu ruchu samochodów w centrum. Wzdłuż trasy wybudowano szerokie i wygodne chodniki, ścieżki rowerowe, powstało oświetlenie, barierki ochronne, wysepki rozdzielające pasy ruchu oraz przejścia dla pieszych.